# Urt
Urt (en francès Urt, en basc Ahurti) és un municipi d'Iparralde al territori de Lapurdi, que pertany administrativament al departament dels Pirineus Atlàntics (regió de la Nova Aquitània). Situada en la ribera de l'Adur, a 15 km de Baiona, limita al nord amb Sent Laurenç de Gòssa del departament de Landes, a l'oest amb la comuna landesa de Sent Bertomiu, Urketa i Beskoitze, al sud Hazparne i amb Bardoze i Guishe a l'est.